# Responsabilidad del Estado
La responsabilidad del Estado es la obligación importante que pesa sobre éste de reparar los daños causados por actuaciones ilegales (ya sean de naturaleza penal -v.gr. desastres de la naturaleza-, así como de otro índole jurídico -administrativo, tributario ex arts. 32 y 34 de la Ley 40/2015, de Régimen Jurídico del Sector Público, etc.-). La responsabilidad del Estado se basa en el principio de que todo daño causado ilícitamente por él debe ser reparado de buena fe. 
También se basa en el principio de igualdad ante las cargas públicas, una variante de la igualdad ante la ley, en el sentido de que nadie puede soportar más exacciones o perjuicios de parte del Estado que aquellos que la ley expresamente señala como obligatorios o lícitos.
Actualmente se considera como un principio general de Derecho público que el Estado debe reparar todos los daños ilegítimos que cause a los ciudadanos, pero el tema está generalmente tratado en las legislaciones a propósito de los daños provocados por la Administración del Estado. En el campo del derecho internacional el Estado además puede tener responsabilidad internacional derivada de actos ilícitos y crímenes internacionales, independientemente de la respectiva responsabilidad individual de aquellos responsables.
La pretensión de reparación directa es un medio de control que por naturaleza busca la indemnización de prejuicios causados a particulares o a entidades públicas, que se deriven de hechos, omisiones, operaciones administrativas y otras modalidades que le sean imputables, diferentes a los que proceden de la manifestación de la voluntad de la administración (actos administrativos). Así mismo, tal como lo consagra el artículo 140 del Código de Procedimiento Administrativo y de le Contencioso administrativo, las entidades públicas también tienen la legitimación de acudir ante la jurisdicción de lo contencioso administrativo cuando estas resulten perjudicadas por la actuación de otra entidad pública o de un particular.
Respecto a la norma legal, se señala que la responsabilidad extracontractual del Estado no solo está a cargo de sus agentes sino también de los particulares que ejerzan funciones públicas y de la conducta del particular, en orden a la generación del daño antijurídico que pueda imputársele al Estado.

## Características
1.Es subjetiva y personal, en la medida que se le reconoce la titularidad del derecho para formular tal pretensión, a la persona que ha sufrido un daño antijurídico por causa de determinada actuación administrativa y por tal, puede exigir la indemnización de acuerdo con lo establecido en la ley.
2.Es de responsabilidad extracontractual debido a que se origina en situaciones en las cuales, no depende de la manifestación de la voluntad de la administración sino de fenómenos o acontecimiento como los hechos, operaciones y omisiones administrativas que causen perjuicios a los particulares o a las entidades públicas. 
3.El término para ejercer esta pretensión es de dos años siguientes contados a partir del día después de la actuación administrativa o de cuando la persona interesada tenga conocimiento del mismo, siempre y cuando se demuestre la imposibilidad de haberlo conocido en la fecha posterior. 
4.Es de carácter patrimonial ya que busca la reparación de los daños que le fueron causados bien sea a un particular o a una entidad pública, es decir, su naturaleza en preferentemente indemnizatoria tanto de perjuicios materiales como inmateriales. 
5. El trámite conviene al procedimiento ordinario consagrado en el Código de Procedimiento Administrativo y de lo Contencioso Administrativo.

## Clasificación
Atendiendo a la "rama" del poder público que provocó el daño la responsabilidad del Estado suele clasificarse en: responsabilidad del Estado legislador, responsabilidad del Estado-juez, y responsabilidad del Estado Administrador.
Existen diferentes tendencias en materia de imputación responsabilidad en los distintos ordenamientos, como consecuencia del daño infundido por el Estado, que en ocasiones escapan de todo criterio de imputacíon.
Se ha llegado al punto de que la responsabilidad del Estado es mucho más generosa que la que el derecho civil impone a los particulares, y se alimenta netamente de propósitos constitucionales vulnerados o inalcanzados por el Estado, con la obvia consecuencia nociva a sus administrados. Entre tales tendencias de responsabilidad extracontractual del estado podemos encontrar:
- La falla en el servicio, sea probada o presunta
- El daño especial
- El riesgo excepcional
- La expropiación de inmuebles en caso de guerra
- La privación injusta de la libertad

## Régimen jurídico por países
En cuanto a los regímenes que adoptan esta responsabilidad se acepta generalmente que el Estado debe reparar los daños que se hayan provocado por "falta de servicio" (imitando el régimen francés) o "actuación anormal de los órganos públicos", es decir, siempre es necesario probar un reproche a la actividad administrativa.
Sin perjuicio de lo anterior, existen ciertos casos en que ello no es necesario y el Estado debe responder de todo daño, incluso de aquellos provocados por su actividad "normal" (como por ejemplo en España y México).

### Chile
(1) La responsabilidad del Estado por actuaciones de los órganos de la Administración se encuentra regulada, en general, en la ley de bases generales de la Administración del Estado. En efecto, el art. 4° de la Ley de bases de la administración del Estado establece que:

El Estado será responsable por los daños que causen los órganos de la Administración en el ejercicio de sus funciones, sin perjuicio de las responsabilidades que pudieren afectar al funcionario que los hubiere ocasionado

Por otra parte, el art. 42 de dicha Ley dispone:

Los órganos de la Administración serán responsables del daño que causen por falta de servicio. No obstante, el Estado tendrá derecho a repetir en contra del funcionario que hubiere incurrido en falta personal

La doctrina precursora en la materia señaló que su fundamento se encuentra en la Constitución Política de República de 1980, en los artículos 6º, 7º y artículo 38 inciso 2º, definiéndola como objetiva, constitucional, restitutoria, etc. No obstante, la doctrina y jurisprudencia mayoritaria, posteriores a 2002 (Domic c. Fisco) sostienen que esta responsabilidad es subjetiva, o sea requiere que culpa que se identificaría con la falta de servicio.
(2) Con respecto a la Responsabilidad por actuaciones judiciales hay que distinguir. La responsabilidad por error judicial en materia criminal está regulada expresamente en el art. 19 N.º 7 letra i) de la Constitución, que establece que:

Una vez dictado sobreseimiento definitivo o sentencia absolutoria, el que hubiere sido sometido a proceso o condenado en cualquier instancia por resolución que la Corte Suprema declaje injustificadamente errónea o arbitraria, tendrá derecho a ser indemnizado por el Estado de los perjuicios patrimoniales y morales que haya sufrido. La indemnización será determinada judicialmente en procedimiento breve y sumario, y en él la prueba se apreciará en conciencia"

Por el contrario, no hay normas expresas sobre responsabilidad por error judicial en materia civil. Se sostiene que el Estado sí responde por negligencia grave o denegación de justicia, y que el régimen aplicable sería el de la responsabilidad extracontractual del Derecho común (es decir, los artículos 2314 y ss. del Código Civil) [cita requerida].
(3) En cuanto a la Responsabilidad del legislador, no existen normas que se refieran a este tema en la Constitución chilena y tampoco se ha condenado al Estado a pagar una indemnización por esta causa. Sin embargo, circunstancialmente la Corte Suprema ha declarado (Caso Galletué de 1984) que el sistema de responsabilidad del Estado hace reparables los daños derivados de atentados del legislador en contra de garantías constitucionales.

### España
(1) La responsabilidad patrimonial de las Administraciones Públicas españolas está regulada en el artículo 139 y siguientes de la Ley 30/1992 (26 de noviembre) de régimen jurídico de las administraciones públicas y del procedimiento administrativo común. Esta ley establece que:

Los particulares tendrán derecho a ser indemnizados por las Administraciones públicas correspondientes, de toda lesión que sufran en cualquiera de sus bienes y derechos, salvo en los casos de fuerza mayor, siempre que la lesión sea consecuencia del funcionamiento normal o anormal de los servicios públicos. El daño alegado habrá de ser efectivo, evaluable económicamente e individualizado con relación a una persona o grupo de personas.

Si bien parece derivarse de este texto legal que el Estado se convierte en un asegurador universal de los daños patrimoniales que tengan alguna conexión con el servicio público, la jurisprudencia ha limitado la responsabilidad prácticamente a los supuestos de funcionamiento anormal. El Real Decreto núm. 429/1993, de 26 de marzo, regula el Reglamento de los procedimientos de las Administraciones Públicas en materia de responsabilidad.
(2) Con respecto a la Responsabilidad del poder judicial, la Ley Orgánica del Poder Judicial establece en su artículo 292 que:

1. Los daños causados en cualesquiera bienes o derechos por error judicial, así como los que sean consecuencia del funcionamiento anormal de la Administración de Justicia darán a todos los perjudicados derecho a una indemnización a cargo del Estado, salvo en los casos de fuerza mayor, de conformidad con lo que dispone.

Además, la misma norma agrega que "La mera revocación o anulación de las resoluciones judiciales no presupone por sí sola derecho a indemnización." Por otra parte, previene que "También tendrán derecho a indemnización quienes, después de haber sufrido prisión preventiva, sean absueltos por inexistencia del hecho imputado o por esta misma causa haya sido dictado auto de sobreseimiento libre, siempre que se le hayan irrogado perjuicios." (art. 294)
(3) En cuanto a la Responsabilidad del legislador, existe un vacío normativo. Sin embargo, el Tribunal Supremo ha ido elaborando una completa doctrina acerca de la responsabilidad por actos legislativos, aplicando elementos del régimen de responsabilidad administrativa: necesidad de reclamación administrativa previa, plazo de un año para interponer la acción, competencia de los tribunales contenciosos administrativos. La sentencia del Tribunal Supremo de 13 de junio de 2000 establece que "por definición, la ley declarada inconstitucional encierra en sí misma, como consecuencia más fuerte de la Constitución, el mandato de reparar los daños y perjuicios concretos y singulares que su aplicación pueda haber originado".